# Българско военно гробище (Витолище)
Българското военно гробище в мариовското село Витолище е създадено по време на Първата световна война.